# Боттенвіль
Боттенвіль (нім. Bottenwil) — громада  в Швейцарії в кантоні Ааргау, округ Цофінген.

## Географія
Громада розташована на відстані близько 60 км на північний схід від Берна, 13 км на південь від Аарау.
Боттенвіль має площу 5,1 км², з яких на 8,9% дозволяється будівництво (житлове та будівництво доріг), 48,7% використовуються в сільськогосподарських цілях, 42% зайнято лісами, 0,4% не є продуктивними (річки, льодовики або гори).

## Демографія
2019 року в громаді мешкало 804 особи (+1,8% порівняно з 2010 роком), іноземців було 10,4%. Густота населення становила 158 осіб/км².
За віковим діапазоном населення розподілялося таким чином: 19,5% — особи молодші 20 років, 60% — особи у віці 20—64 років, 20,5% — особи у віці 65 років та старші. Було 334 помешкань (у середньому 2,4 особи в помешканні).
Із загальної кількості 154 працюючих 40 було зайнятих в первинному секторі, 46 — в обробній промисловості, 68 — в галузі послуг.